# Scopula defixaria
Scopula defixaria là một loài bướm đêm trong họ Geometridae.